# 冴凪亮
冴凪 亮（11月28日—），日本女性漫畫家。神奈川縣出身。

## 作品
- 萬事通偵探社、全9冊、原名《よろず屋東海道本舗（日语：よろず屋東海道本舗）》
- 萬事通偵探社(特別篇)、全1冊、原名
- 十字魔法少年、全1冊、原名
- 超心理現象能力者、全3冊、原名
- 老師的挑戰、全3冊、原名

## 外部連結
- （日語）
- （日語）
- （日語）